# Артур Ґурський
Артур Ґурський (Artur Górski; 2 липня 1870, Краків — 7 грудня 1959, Варшава) — письменник, літературознавець, співредактор журналу «Życie». Своєю серію статей «Молода Польща» дав назву цій літературній формації.
Автор праць, спрямованих на оновлення романтичного месіанізму. Використовував псевдонім Квазімодо. Серію статей «Молода Польща» він опублікував у краківському журналі «Życie» 1898 р. До найважливіших постулатів Ґурського належать: прагнення повернутися до романтичної ідеології та гасел, створених романтиками (з особливою повагою до Міцкевича), щодо серед іншого, незалежність та етика та бажання відокремитись від покоління позитивістів. Артур Ґурський критично ставився до своєї епохи, він писав «ми живемо під час великих банкрутств ідей», він вважав «соціальним продуктом», типовим для тієї епохи, яку ненавидить модерністський стиль удосконалення, — самовдоволеного міщанина.
Співпрацював з познанським суспільно-культурним журналом «Веселка» (Tęcza).